# Лупињак
Лупињак је насељено место у саставу општине Хум на Сутли у Крапинско-загорској жупанији, Хрватска. До територијалне реорганизације у Хрватској налазио се у саставу старе општине Преграда.

## Становништво
На попису становништва 2011. године, Лупињак је имао 366 становника.

## Попис1991.
На попису становништва 1991. године, насељено место Лупињак је имало 401 становника, следећег националног састава:
| Попис 1991.‍  | Попис 1991.‍  | Попис 1991.‍ | Попис 1991.‍ | Попис 1991.‍ |
| ------------ | ------------ | ----------- | ----------- | ----------- |
|              |              |             |             |             |
| Хрвати       | Хрвати       |             | 385         | 96,00%      |
| Словенци     | Словенци     |             | 5           | 1,24%       |
| неопредељени | неопредељени |             | 8           | 1,99%       |
| непознато    | непознато    |             | 3           | 0,74%       |
| укупно: 401  |              |             |             |             |